# فيكتور كوغلر
فيكتور كوغلر (بالهولندية: Victor Kugler)‏ هو مقاوم وعامل كهربائي هولندي وكندي، ولد في 5 يونيو 1900 في Vrchlabí ‏ في التشيك، وتوفي في 16 ديسمبر 1981 في تورونتو في كندا.